# Tiputinia foetida
Tiputinia foetida ist eine Art aus der Familie der Thismiaceae und die einzige Vertreterin ihrer Gattung. Die blattgrünlose, mykoheterotrophe Pflanze ist nur von einer einzigen Sammlung 2005 aus Ecuador bekannt und wurde 2007 erstbeschrieben.

## Beschreibung
Tiputinia foetida lebt – wie alle mykoheterotrophen Pflanzen – den größten Teil ihres Lebens unterirdisch und erscheint nur zur Blüte knapp oberhalb der Erdoberfläche.
Die vertikal wachsende, schwach verzweigte Hauptwurzel ist zylindrisch, 6,5 Zentimeter lang und hat im Querschnitt einen Durchmesser von rund 4 Millimetern. Aus ihrem oberen Ende wachsen die Blütenstängel, das einzige bekannte Exemplar hatte deren zwei, wobei der zweite sich nicht gleichzeitig mit dem ersten in Blüte befand.
Die Blüten stehen aufrecht als endständige Einzelblüten an den oberirdisch 2 Zentimeter langen Blütenstängeln, die ober- wie unterirdisch in spiraliger Anordnung mit am Stängel anliegenden Laub- und Tragblättern besetzt sind und eine Länge von 3 bis 10 Millimetern sowie eine Breite von 1 bis 2,5 Millimetern erreichen.
Der Durchmesser der aktinomorphen Blüten beträgt 4,5 bis 5 Zentimeter über die Blütenblattspitzen gemessen. Die sechs olivgrünen, durchscheinenden Blütenhüllblätter sind rund 1,9 Millimeter lang, 3 bis 4 Millimeter lang und setzen am oberen Ende des Schlundes der längs umgekehrt konischen, quer hexagonalen und 8 bis 9 Millimeter tiefen Blütenröhre an und liegen mit ihrem verjüngten äußeren Ende auf dem Erdboden auf. Die sechs den Blütenhüllblättern gegenüberliegend angeordneten, vollständig orangefarbenen Staubblätter weisen zuerst leicht angewinkelt aufrecht über die Blütenröhre und knicken dann annähernd 90° nach unten, in die Blütenröhre weisend ab. Die Staubfäden sind dreieckig, verdickt am Ansatz und 4 bis 5 Millimeter lang und verjüngen sich zum äußeren Ende hin. In ihrem Mittelteil gehen von ihnen seitlich vier bis sechs Paare haar- bis fadenförmiger Fortsätze ab, die 1 bis 2 Millimeter lang sind und die sich mit zunehmender Entfernung vom Ansatz verkürzen. Die am Ansatz befestigten Staubbeutel sind schmal elliptisch, 1,2 Millimeter lang und 0,5 Millimeter breit. Der Griffel ist zylindrisch und 1,5 bis 2 Millimeter hoch, die Narbe ist 2,5 Millimeter hoch, dreikantig und breit pyramidenförmig. Auf den Innenseiten der Blütenröhre befinden sich zahlreiche vertikal-längliche Erhebungen. Der Fruchtknoten ist flachgedrückt-eiförmig, einfächrig und 4 Millimeter hoch. Die Gestalt der Frucht ist nicht bekannt.

## Ökologie
Aufgrund der Beschaffenheit der Blüte wird von einer mehrtägigen Blühdauer ausgegangen. Mit Öffnung der Blüte beginnt die Blüte einen stark fauligen Geruch nach „verwesendem Fisch“ („a foul, rotten fish-like odor“) abzugeben, ein einzigartiges Merkmal unter den ansonsten nichtduftenden Arten der Thismiaceae. Über mehrere Stunden konnte beobachtet werden, dass der Geruch auf zahlreiche Insekten hoch anziehend wirkte, darunter auf Fliegen, Käfer, Ameisen und kleine Wespen. Eine Bestäubung wurde nicht beobachtet. Es wird angenommen, dass die Pflanzen sapromyophil sind, also Bestäuber über den Geruch anlocken und sie durch die Vortäuschung vorhandenen Aases dazu bringen, ihre Eier in der Blütenröhre abzulegen. Zum Verlassen der Blütenröhre müssen die Bestäuber dann die Staubbeutel streifen, wodurch sie Pollen aufnehmen.
Diese Art der Bestäubung ist ein typisches Merkmal seltener bzw. nur selten blühender Pflanzen.

## Verbreitung
Die Art wurde bisher nur ein einziges Mal in der Provinz Orellana im Osten Ecuadors gefunden. Dort  blühte sie auf dem Gelände einer biologischen Forschungsstation (Tiputini Biodiversity Station) „am Rande eines Pfades vom Labor zur Kantine“ (“off trail between laboratory and dining hall”) im schattigen Unterholz immergrünen Regenwaldes unter Laub in unmittelbarer Nähe zu einem Baum der Gattung Rinorea auf 210 m Höhe. Schätzungen gehen für den Ort von im Mittel rund 3000 Millimeter Niederschlag pro Jahr aus, besonders stark im März und April, genaue Zahlen existieren allerdings nicht. Mehrere Suchen in der Umgebung nach weiteren Exemplaren der Art im April und August des Jahres blieben erfolglos.

## Systematik
Nach ausführlichen Untersuchungen konnte der Fund der Familie der Thismiaceae zugeordnet werden. Von einer Zuordnung zur einzigen neuweltlichen Gattung Thismia wurde allerdings abgesehen aufgrund einiger blütenmorphologischer Merkmale, die von den Thismia abweichen und sie in die Nähe der afrikanischen Thismiaceae rückten. Aufgrund dessen wurde sie als eigene Gattung aufgestellt, jedoch wird unter anderem aufgrund der neuweltlichen Verbreitung davon ausgegangen, dass Tiputinia eine Schwester der Thismia ist. Insbesondere die pyramidale Narbe rückt sie in die Nähe der Sektion Pyramidalis der Untergattung Ophiomeris der Thismia. Aufgrund anderer morphologischer Ähnlichkeiten wird jedoch auch die afrikanische Gattung Oxygyne als nächste Verwandte in Betracht gezogen, Aufschluss wird von eventuellen molekulargenetischen und palynologischen Studien erwartet, dies setzt allerdings weitere Funde der Art voraus.
Die Art wurde 2007 von Catherine L. Woodward und Paul. E. Berry erstbeschrieben, der Gattungsname verweist auf den Fundort in der Tiputini Biodiversity Station, das Artepitheton auf den extremen Gestank der Blüte.

## Nachweise
- Catherine L. Woodward, Paul. E. Berry, Hiltje Maas-van de Kamer, Kelly Swing: Tiputinia foetida, a new mycoheterotrophic genus of Thismiaceae from Amazonian Ecuador, and a likely case of deceit pollination, in: Taxon, 56:1, 2007, S. 157–162.